# Lothar Hammer
Lothar Hammer (* 29. Juni 1928 in Marienwerder; † 2007) war ein deutscher Hochschullehrer für Kunstmethodik, Maler und Grafiker.

## Leben und Werk
Lothar Hammer erhielt von 1946 bis 1947 an der Pädagogischen Fachschule Altenburg eine Ausbildung zum Neulehrer für Kunsterziehung und war danach bis 1958 Lehrer und Kunsterzieher im Kreis Lobenstein. Daneben studierte er extern am Institut für Kunsterziehung Erfurt. Von 1962 bis 1964 betrieb er ein externes Studium an der Karl-Marx-Universität Leipzig. 1969 promovierte er dort nach Feldstudien in den Klassen sieben bis neun zu dem Thema Die Steigerung des geistig-schöpferischen Niveaus der Schüler durch die Befähigung zur Auseinandersetzung mit bildnerischen Problemen im Unterricht des Arbeitsbereiches Bildgestaltung zum Dr. phil. 1974 folgte die Dissertation zum Dr. sc. paed. (Zur Erziehungsfunktion und erziehungswirksamen Gestaltung des bildnerischen Unterrichtes in der Oberstufe unter besonderer Berücksichtigung seines Beitrages zur Herausbildung sozialistischer Wertvorstellungen und Überzeugungen).
Von 1958 bis 1992 war Hammer Mitarbeiter der Pädagogischen Hochschule „Dr. Theodor Neubauer“ Erfurt/Mühlhausen, ab 1969 als Leiter des Fachbereichs Kunsterziehung, ab 1970 als Dozent, dann als Professor für Kunstmethodik. Daneben betätigte er sich künstlerisch, vor allem als Maler und Zeichner, wobei er zumeist Bilder in kleinem Format schuf.
Nach seiner Emeritierung 1992 arbeitete Hammer als freischaffender Künstler in Erfurt. Hammer war ab 1972 Mitglied des Verbands Bildender Künstler der DDR und hatte eine Anzahl von Personalausstellungen und Ausstellungsbeteiligungen im In- und Ausland. In der DDR war er u. a. 1975, 1979 und 1985 auf den Kunstausstellungen des Bezirks Erfurt, 1982 und 1986 in Fürstenwalde auf den als Gegenstück zu den Kunstausstellungen der DDR in Dresden angelegten Miniaturen-Ausstellungen, 1983 in Leipzig auf der Ausstellung „Kunst und Sport“ und 1986 auf der Ausstellung „Das Urteil des Paris in der bildenden Kunst der DDR“ im Schlossmuseum Gotha vertreten, im Ausland auf Ausstellungen in Abu Dhabi, Bagdad, Neu Delhi und Vilnius.

## Rezeption
„Dabei malt er sich Stimmungen von der Seele, und die Ergebnisse geraten ihm bald duftig-transparent, bald grafisch-filigran, bald leuchtend-heiter oder auch melancholisch-trüb. Voller Neugier lässt er sich auch immer wieder auf bis dato Ungeahntes ein. Also zeichnen/malen, wie man Gedichte schreibt: ein Zeichen findet zum anderen, eine Farbe ruft eine andere. Am Ende ists eine Szenerie, die mehr Poesie ist als Realität.“
Maren Kroneck, Galeristin (bis 2021 Leiterin der Saale-Galerie Saalfeld)

## Werke als Maler (Auswahl)
- Berg in der Hohen Tatra (Wachsstift, 17 × 22 cm, 1975)
- Kaukasus (Aquarell, 1983)[2]
- Am Strand (Gouache, 1994)[2]

## Wissenschaftspublizistische und kunstpädagogische Veröffentlichungen (Auswahl)
- Mit Farbe malen. Postreiter-Verlag, Halle/Saale 1963.
- mit Werner Hansen: Texte bildender Künstler als Mittel zur Intensivierung des Erziehungsprozesses im bildnerischen Unterricht. Pädagogische Hochschule „Dr. Theodor Neubauer“, Erfurt/Mühlhausen 1970.

## Postume Ausstellungen
- 2008: Erfurt, Kulturhof zum Güldenden Krönbacken